# The Official Ironmen Rally Song
The Official Ironmen Rally Song è un brano musicale dei Guided by Voices pubblicato nel 1996 negli Stati Uniti d'America dalla Matador Records prima come singolo a 45 giri e in CD e poi all'interno dell'album Under the Bushes Under the Stars. Il disco venne prodotto da Kim Deal che canta anche nel brano June Salutes You!.

## Tracce singolo
Lato A
1. The Official Ironman Rally Song – 2:48 (Robert Pollard)

Lato B
1. Deaf Ears – 1:58 (Jim Pollard)
2. Why Did You Land? – 2:15 (Robert Pollard)
3. June Salutes You! – 1:53 (Robert Pollard)